# منزلق فرويد

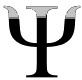

منزلق فرويد أو زلة فرويد أو الزلة الفرويدية (بالإنجليزية: Freudian slip)‏ وتسمى أيضا هفوة (بالإنجليزية: parapraxis)‏، هي خطأ في الكلام أو الذاكرة أو الفعل الجسدي الذي يفسر على أنه يحدث بسبب تداخل رغبة غير واعية أو قطار الفكر الداخلي. هذا المفهوم يمثل جزء من التحليل النفسي الكلاسيكي . تتضمن الأمثلة الكلاسيكية زلات اللسان ، لكن نظرية التحليل النفسي تتضمن أيضًا قراءة خاطئة وحالات خطأ ونسيان مؤقت وتجاهل الأشياء وفقدانها.

## الشرح
منزلق فرويد سُمي باسم عالم النفس سيغموند فرويد، الذي قام في كتابه الصادر عام 1901 بعنوان علم النفس المرضي للحياة اليومية بوصف وتحليل عدد كبير من الأخطاء والشرائح التي تبدو التافهة.
غالبًا ما تكون عملية التحليل النفسي لفرويد طويلة ومعقدة تمامًا ، كما كان الحال مع العديد من الأحلام في كتابه تفسير الأحلام (فرويد). من العقبات التي تواجه القارئ غير الناطق بالألمانية هي يركز فرويد في موضوع «زلات اللسان» إلى إدراج قدر كبير من المواد العامية والكلمات الخاصة باللغة الامانية التي لا تُفهم عند ترجمة إلى لغة غير الألمانية.
كما هو الحال في دراسة الأحلام ، يقدم فرويد مناقشته بقصد إثبات وجود عمليات عقلية غير واعية في الأصحاء:
بنفس الطريقة التي يستفيد بها التحليل النفسي من تفسير الأحلام ، فإنه يستفيد أيضًا من دراسة العديد من الزلات الصغيرة والأخطاء التي يرتكبها الناس - أفعال أعراض ، كما يطلق عليهم... أشرت إلى أن هذه الظواهر ليست صدفة ، فهي تتطلب أكثر من التفسيرات الفسيولوجية ، وأن لها معنى ويمكن تفسيرها ، وأن هناك ما يبرر في استنتاج منها وجود النبضات والنوايا المقيدة أو المكبوتة.
على عكس منظري التحليل النفسي ، يقول علماء النفس المعرفيون إن الزلات اللغوية يمكن أن تمثل الصراع المتسلسل في إنتاج القواعد.  من هذا المنظور ، قد يرجع السبب في ذلك إلى قلة الدقة المعرفية التي يمكن أن تتخذ أشكالًا متنوعة - عدم الانتباه أو عدم كفاية البيانات أو عدم كفاية المعرفة. ثانياً ، قد يكون السبب في ذلك وجود بعض أنماط الاستجابة المناسبة محليًا والتي تستمد قوتها بشدة من استخدامها السابق أو التنشيط الأخير أو التغيير العاطفي أو بسبب ظروف استدعاء الموقف.